# Dane Watts
Anthony Dane Watts (* 20. April 1986 in Kansas City, Missouri) ist ein ehemaliger US-amerikanischer Basketballspieler. Er bestritt 171 Spiele in der deutschen Bundesliga.

## Werdegang
Bei einer Körpergröße von 2,03 m nahm er meist die Position des Power Forwards ein. Er besuchte die Warrensburg High School und spielte während seines Studiums von 2004 bis 2008 an der Creighton University in Omaha (Nebraska) für die Bluejays in der NCAA Division I, mit denen er 2005 und 2007 die landesweite Endrunde erreichte, in der man jedoch jeweils in der ersten Runde ausschied. 
Anschließend wechselte er 2008 in die Basketball-Bundesliga zu EnBW Ludwigsburg. Von 2009 an stand Watts für zwei Spielzeiten beim Ligakonkurrenten und Lokalrivalen Walter Tigers Tübingen unter Vertrag. In seinen drei Spielzeiten gelang es seinen Mannschaften jedoch nicht, sich für die Play-offs um die Deutsche Meisterschaft zu qualifizieren. Nach dem Ende des Bundesliga-Spieljahres 2010/11 wechselte er in die französische LNB Pro A zum provenzalischen Verein Hyères-Toulon Var Basket, der sich für die Play-offs um die französische Meisterschaft qualifiziert hatte. Bereits im Viertelfinale mussten sich die Südfranzosen dem späteren Meister SLUC Nancy Basket geschlagen geben und nach drei Spielen verließ Watts den Verein wieder.
Zur Saison 2011/2012 wechselte Watts in die Bundesliga zurück und erhielt einen Vertrag bei Ratiopharm Ulm. Mit dieser Mannschaft wurde er in der Spielzeit 2011/12 deutscher Vizemeister. In der folgenden Saison gingen die Ulmer erstmals nach dem Wiederaufstieg 2007 wieder in einem Europapokal ins Rennen und erreichten im zweitwichtigsten europäischen Vereinswettbewerb Eurocup auf Anhieb das Viertelfinale. Doch Watts musste sich wegen akuter Ausfallerscheinungen Mitte Februar 2013 einer notwendigen Bandscheibenoperation unterziehen, wodurch er den Rest der Spielzeit ausfiel. Schließlich brauchte Watts knapp ein Jahr, bevor er wieder einen Profivertrag unterschrieb. 
Anfang Januar 2014 kehrte Watts schließlich in Leistungssport zurück und unterzeichnete einen Vertrag bis Saisonende beim Ulmer Ligakonkurrenten Skyliners Frankfurt als Ersatz für seinen ebenfalls am Rücken verletzten Landsmann Jacob Burtschi.
Die Saison 2014/15 begann Watts in der höchsten spanischen Liga beim Eurocup-Teilnehmer Cajasol Sevilla, im Januar 2015 kam es zur Trennung. Er wechselte dann zu Limburg United nach Belgien. Nach dieser Station ging Watts in die österreichische Bundesliga zu den UBC Güssing Knights.
Im November 2016 kehrte er nach Deutschland zurück, nachdem er von den Gotha Rockets verpflichtet wurde. Mit den Thüringern erreichte er im Frühjahr 2017 als ProA-Vizemeister den Bundesliga-Aufstieg. Er trug zu diesem Erfolg mit Mittelwerten von 13,5 Punkten sowie 7 Rebounds (in 30 Einsätzen) bei. In der Saison 2017/18 verfehlte Watts mit den Thüringern den Klassenerhalt in der Bundesliga. Anschließend trat er im Leistungssport nicht mehr in Erscheinung.